# Slowakei-Rundfahrt 1980
Das Etappenrennen Slowakei-Rundfahrt 1980 (slowakisch Okolo Slovenska) führte vom 13. bis 21. August über zehn Etappen. Gesamtsieger wurde der Tschechoslowake Jiří Škoda. Die Rundfahrt war nur für Amateure offen. Es war die 23. Austragung der Slowakei-Rundfahrt.

## Teilnehmer
Mannschaften zu je sechs Fahrern stellten die gastgebende ČSSR, Polen, Bulgarien, die Niederlande, die DDR, die Sowjetunion, Norwegen sowie einige Vereine aus der Tschechoslowakei. Das Rennen gehörte zur Jahreswertung des Amateurweltverbandes A.I.O.C.C. der Union Cycliste International (UCI).

## Rennen
Veranstalter des Rennens war der tschechoslowakische Radsportverband. Die Gesamtdistanz betrug 1.212 Kilometer. Der Sieger der Rundfahrt erhielt eine Siegprämie von 15.000 tschechoslowakischen Kronen, die Etappensieger erhielten jeweils 1.000 Kronen. Der Sieger Jiří Škoda legte den Grundstein für seinen Erfolg mit dem Gewinn von drei Etappen, wobei er insbesondere in den Bergen für einen sicheren Zeitabstand zu seinen Konkurrenten sorgte.

## Etappen
Die Rundfahrt führte über insgesamt zehn Etappen ohne Ruhetage.

### 1. Etappe
Die erste Etappe führte über 141 Kilometer rund um Stará Turá. Jiří Stratilek gewann den Tagesabschnitt.

### 2. Etappe
Die 2. Etappe führte als Bergzeitfahren von Stará Turá zum Velká Javořina über eine Strecke von 13 Kilometern, die Jiří Škoda am schnellsten bewältigte.

### 3. Etappe
Der Kurs der 3. Etappe führte erneut  rund um Stará Turá. 100 Kilometer waren zu fahren. Milan Jurčo gewann aus dem Hauptfeld heraus den Sprint vor Olaf Jentzsch.

### 4. Etappe
Die 4. Etappe führte über 114 Kilometer von Stará Turá nach Považská Bystrica und endete mit einem Massensprint, den Alexander Awerin gewann.

### 5. Etappe
Die 5. Etappe wurde auf einem Kurs rund um Považská Bystrica gefahren, die Distanz betrug 152 Kilometer. Wiederum kam ein großes Feld gemeinsam ins Ziel. Die schnellsten Beine hatte Ladislav Foldina.

### 6. Etappe
Die 6. Etappe wurde erneut rund um Považská Bystrica gefahren, allerdings in entgegengesetzter Richtung zum Vortag. Auch auf dieser Etappe gab es eine Massenankunft, die Hans Vonk aus den Niederlanden für sich entschied.

### 7. Etappe
Die 7. Etappe hatte eine Distanz von 178 Kilometern und wurde auf der Strecke von Žilina nach Tatranská Lomnica ausgefahren. Die sowjetische Mannschaft startete einen Generalangriff und belegte im Tagesklassement mit Awerin, Suchorutschenkow und Jarkin die ersten drei Plätze.

### 8. Etappe
Die 8. Etappe führte über 173 Kilometer rund um Tatranská Lomnica und brachte die Vorentscheidung der Rundfahrt. Škoda und Suchorutschenkow setzten sich von allen Verfolgern ab und kamen mit vier Minuten Vorsprung ins Ziel.

### 9. Etappe
Die 9. Etappe war 163 Kilometer lang und führte von Rožňava nach Starý Smokovec zum Anstieg nach Hrebienok. Wieder fuhren Škoda und Suchorutschenkow dem Feld davon und fuhren einen Vorsprung von fast 11 Minuten heraus. Im Finale konnte Škoda seinen Gegner noch um mehr als eine Minute distanzieren.

### 10. Etappe
Die 10. Etappe war ein Einzelzeitfahren in Tatranská Lomnica über 34 Kilometer. Hier siegte Sýkora zeitgleich vor Hrazdíra.

## Gesamtwertungen

### Einzel (Gelbes Trikot)
Im Endklassement konnte Jiří Škoda seine Dominanz in den Bergen zu einem sicheren Gesamtsieg nutzen. Stärkste Gegner waren die Fahrer aus der Sowjetunion, während die Fahrer aus der DDR sich nicht entscheidend durchsetzen konnten.
| Platz | Name                    | Mannschaft        | Zeit        |
| ----- | ----------------------- | ----------------- | ----------- |
| 1.    | Jiří Škoda              | ČSSR Nationalteam | 30:54:42 h  |
| 2.    | Sergei Suchorutschenkow | Sowjetunion       | + 4:22 min  |
| 3.    | Jiří Stratilek          | Sowjetunion       | + 8:02 min  |
| 4.    | Vladimír Dolek          | ČSSR              | + 10:42 min |
| 5.    | Miroslav Sýkora         | ČSSR              | + 13:06 min |
| 6.    | Hynek Dvoracek          | ČSSR              | + 13:06 min |
| 7.    | Miloš Hrazdíra          | ČSSR              | + 13:31 min |
| 8.    | Ludovit Olejar          | ČSSR              | + 13:34 min |
| 9.    | Miroslav Šroba          | ČSSR              | + 14:01 min |
| 10.   | Olaf Jentzsch           | DDR               | + 15:30 min |

### Mannschaft
Der Mannschaftswertung konnte ČSSR gewinnen.

### Bergwertung
Die Bergwertung gewann Jiří Škoda, der für diesen Erfolg eine Prämie von 3.000 Kronen erhielt.

## Punktewertung
Jiří Škoda konnte auch die Punktewertung für sich entscheiden.